# 静岡県立静岡農業高等学校
「静岡県立静岡農業高等学校（しずおかけんりつ しずおかのうぎょうこうとうがっこう）」は、静岡市葵区古庄三丁目に所在する公立の農業高等学校。

## 校訓
- 「真実・自立・友愛」

## 沿革
- 1914年 - 安倍郡立安倍農学校（乙種農学校）として安倍郡豊田村曲金（現在の静岡地方気象台の敷地）に設立。翌年生徒入学
- 1919年 - 甲種農学校に昇格、安倍農学校に改称
- 1922年 - 静岡県立安倍農学校に改称
- 1931年 - 静岡県立静岡農学校に改称。校章制定
- 1938年 - 現在地（当時の住所表記：静岡市古庄525番地）に移転
- 1940年 - 校歌制定
- 1948年 - 静岡県立静岡農業高等学校に改称
- 1973年 - 農業資料室しゅん工
- 1999年 - 新校舎完成

## 学系・学科・系列
生産系
- 生物生産科
  - 園芸技術
  - 生物工学
- 生産流通科
  - 流通経済
  - 園芸デザイン

環境系
- 環境科学科
  - 環境土木
  - 環境緑化
  - 環境デザイン

食品系
- 食品科学科
  - 食品製造
  - 食品栄養
- 生活科学科
  - 食品サービス
  - 食品調理

## 出身者
- 白輪剛史（動物商、爬虫類研究家、体感型動物園iZoo園長）
- 堀内朗久（米久社長）
- 犬飼智也（サッカー選手）

## アクセス
- 静岡鉄道静岡清水線「古庄駅」下車 徒歩約3分
- しずてつジャストライン水梨東高線・東部団地線・北街道線・竜爪山線 ｢沓谷東・アプリイ沓谷前｣停留所から、徒歩約15分